# Passaporte búlgaro
O passaporte búlgaro é o documento oficial, emitido pelos Governos Civis, que identifica o nacional búlgaro perante as autoridades de outros países, permitindo a anotação de entrada e saída pelos portos, aeroportos e vias de acesso internacionais. Permite também conter os vistos de autorização de entrada. Os cidadãos búlgaro podem usar, além disso, seus documentos de identidade para ingressar nos países signatários do Acordo de Schengen, bem como na Albânia, Bósnia e Herzegovina, Croácia, Montenegro, República da Macedônia e na Sérvia.

## Aparência física
Desde 29 de março de 2010, os passaportes búlgaros compartilham o layout padrão dos passaportes da União Europeia, de cor Borgonha. A capa é ilustrada com o Brasão de armas da Bulgária no centro. A palavra паспорт, "passaporte" em búlgaro, está inscrita abaixo do brasão, enquanto a palavra Европейски съюз e Република България, "União Europeia" e "República da Bulgária" em búlgaro respectivamente, está acima. 
Eles possuem, normalmente, 32 páginas internas. No entanto, uma versão de 48 páginas pode ser emitida para viajantes frequentes. É válido por um período de cinco anos.

### Passaporte biométrico
Desde 29 de março de 2010, os novos passaportes emitidos contêm um chip com dados biométricos. Houve também mudanças no design, com a inclusão de famosos marcos e monumentos búlgaros nas páginas internas dos passaportes.

### Nota no passaporte
Os passaportes contêm uma nota do Estado emissor dirigida às autoridades dos Estados estrangeiros, identificando o portador como cidadão búlgaro e pedindo que ele possa passar e ser tratado de acordo com as normas internacionais.
O Governo da República da Bulgária roga a todas as Autoridades Civis e Militares que deixem passar o portador deste passaporte sem obstáculos e, em caso de necessidade, prestem auxílio e assistência necessários de acordo com o direito internacional. 
O passaporte é válido em todos os países.

## Galeria de passaportes

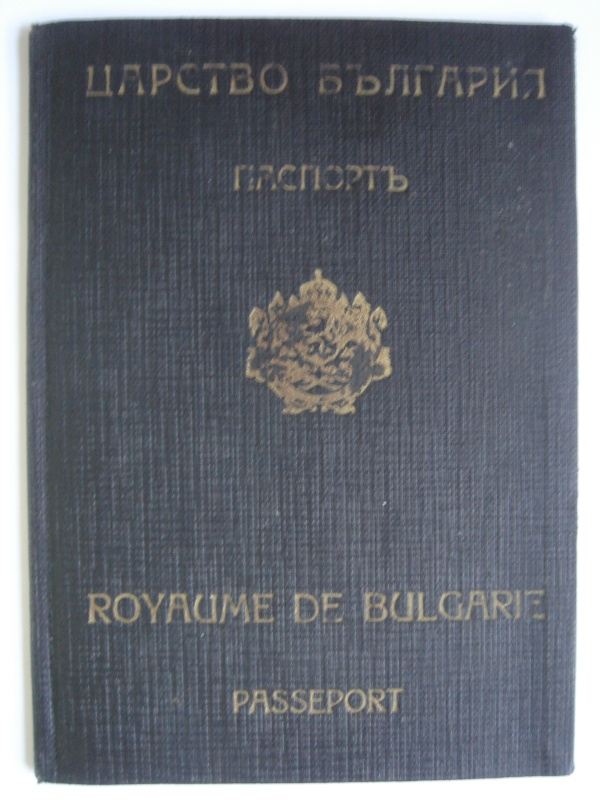
Passaporte do Reino da Bulgária, 1944
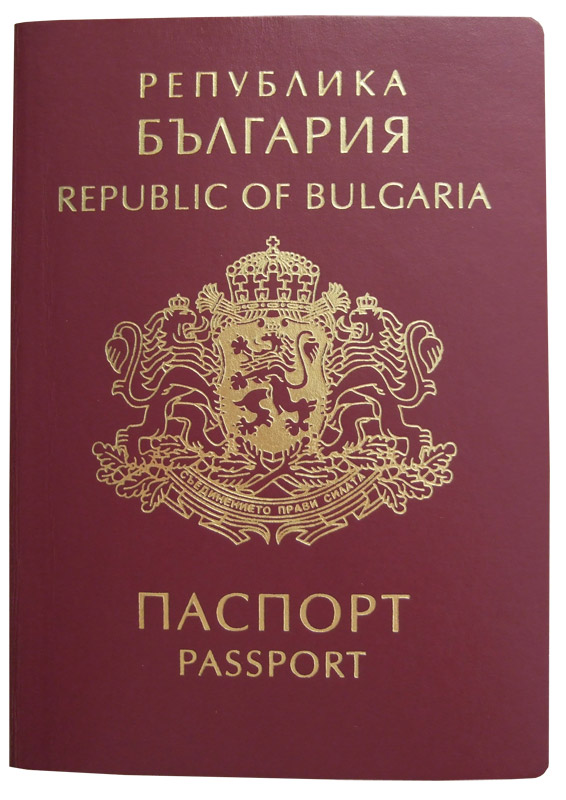
Pré-UE Passaporte búlgaro não-biométrico (1999–2009)